# BAWE Oldenburger TB
El Baskets Akademie Weser-Ems/Oldenburger TB, conocido como BAWE Oldenburger TB, es un equipo de baloncesto alemán con sede en la ciudad de Oldenburg, que compite en la ProB, la tercera división de su país, y forma parte del club Oldenburger Turnerbund. Disputa sus partidos en el OTB Sporthalle, con capacidad para 560 espectadores. Ejerce como filial del EWE Baskets Oldenburg.

## Historia
El equipo de baloncesto forma parte del club Oldenburger Turnerbund, una institución nacida en el año 1859, y que posee capacidad legal con motivo de la adjudicación desde el 8 de febrero de 1890, concedida por el duque Pedro II de Oldenburgo.
Logró el ascenso a la ProB en la temporada 2011-2012, y sólo dos años después se proclamaría campeón de la categoría, repitiendo campeonato la temporada siguiente.

## Trayectoria
| Temporada | Nivel | Liga         | Pos. | Resultado        |
| --------- | ----- | ------------ | ---- | ---------------- |
| 2006-07   | 4     | Regionalliga | 4º   |                  |
| 2007-08   | 4     | Regionalliga | 6º   |                  |
| 2008-09   | 4     | Regionalliga | 11º  |                  |
| 2009-10   | 4     | Regionalliga | 4º   |                  |
| 2010-11   | 4     | Regionalliga | 6º   |                  |
| 2011-12   | 4     | Regionalliga | 1º   | Ascenso          |
| 2012-13   | 3     | ProB         | 4    | Octavos de final |
| 2013-14   | 3     | ProB         | 3    | Campeón          |
| 2014–15   | 3     | ProB         | 3    | Campeón          |
| 2015–16   | 3     | ProB         | 5    | Octavos de final |
| 2016–17   | 3     | ProB         | 3    | Octavos de final |
| 2017-18   | 3     | ProB         | 7    | Octavos de final |